# MtE
Mutation Engine (укр. Рушій Мутацій), скор. до MtE, що відомий також під назвою Dark Avenger Mutation Engine (укр. Рушій Мутацій Темного Месника), скор. до DAME  — перший відомий поліморфний рушій для вірусів в середовищі MS-DOS. Його автором є болгарський вірусописець Dark Avenger.
Вперше випущений у 1991 р. як об'єктний модуль з докладним керівництвом з використання. Достатньо складний: у поліморфному розшифровувачі зустрічаються команди SUB, ADD, XOR, ROR, ROL в довільній кількості й порядку. В командах зміни параметрів шифрування можуть зустрічатися більш ніж половина інструкцій процесора 8086 й усі можливі способи адресації даних. Це призводить до того, що копії одного й того ж самого вірусу, зашифровані з використанням MtE, не збігаються у жодному байті й мають різний розмір.
На основі MtE було створено ряд вірусів, наприклад MtE.Dedicated, MtE.Pogue та ін.
Невдовзі з'явилися інші поліморфні генератори.